# ラームサル
ラームサル （ペルシア語: رامسر Rāmsar）はイラン・マーザンダラーン州の都市。また同名の郡（シャフレスターン）。カスピ海沿岸に位置する。日本語では「ラムサール」との表記が定着している。

## 観光
ラームサルは温泉、アルボルズ山脈の森林、モハンマド・レザー・シャーの宮殿などを併せ持つ海岸リゾートで、パフラヴィー朝期にはイランを訪れるアメリカ人に良く知られた保養地であった。今日でも多くのイラン人の訪れる観光地である。

## 放射能
ラームサル市中の数カ所は、世界でもっとも自然放射線が集中する箇所で、これは温泉の発するものである。ラームサルにおける1人・1年間あたりの被照射線量は、そのピークで260ミリグレイに達する。

## 交通機関
- ラームサル空港

## ラムサール条約
ラームサルはラムサール条約が調印された都市であるが、湿原があるわけではない。
1971年に調印されたこの条約は、湿原の保存に関する国際条約であり、湿地およびその資源の維持・有効活用のために各国家および国家間の枠組みを提供するものである。2005年現在の締結国は147カ国。「国際的に重要な湿地に係る登録簿」すなわち「ラムサール条約湿地」に登録された湿地数は1524ヵ所に及ぶ。

## 参照
1. ↑  sciencemag.org Of Stones and Health: The Radiation Paradox